# Баласанян, Сергей Юрьевич
Сергей Юрьевич Баласанян (арм. Սերգեյ Բալասանյան; 16 августа 1948, Баку — 23 ноября 2004, Ереван) — советский и армянский учёный, специалист в области геофизики и сейсмической защиты. Доктор технических наук, профессор  (1987).

## Биография
В 1967 году поступил и в 1973 году окончил Ереванский государственный университет.
С 1972 по 1974 годы — аспирант Ереванского государственного университета.
С 1976 года  работал в Политехническом институте города Чита, где обучались геофизики для Сибири и Дальнего Востока.
В 1987 году защитил в Москве докторскую диссертацию. С 1987 года — профессор.
С 1991 по 2002 годы возглавлял созданную им Национальную службу сейсмической защиты Республики Армения, одновременно был профессором Ереванского государственного университета.
С 1998 до 2004 года являлся президентом Армянской Ассоциации Сейсмологии и Физики Земли (ААСФЗ).
19 ноября 2004 года на дороге Гюмри-Ереван попал в автомобильную катастрофу и через несколько дней скончался от полученных травм в одной из больниц Еревана.

## Научный вклад
Автор около ста восьмидесяти научных работ, десяти изобретений и трёх монографий.

## Избранные труды
- Сергей Юрьевич Баласанян. Динамическая геоэлектрика. — М.: Наука. Сиб. отд-ние, 1990. — 227 с.